# Chapelle expiatoire du Champ-des-Martyrs
Pour les articles homonymes, voir Chapelle du Champ des Martyrs (homonymie).
Ne doit pas être confondu avec Chapelle expiatoire.
La chapelle expiatoire du Champ-des-Martyrs est située au champ des Martyrs, sur la commune de Brech, dans le Morbihan.

## Historique
La chapelle expiatoire y a été dressée en 1829, sous la coupe de l’architecte Auguste Caristie.
Elle a abrité la sépulture des royalistes fusillés par les troupes républicaines en 1795, sur ordre du général Hoche .
Une partie des ossements a, depuis, été rapatriée dans la chapelle sépulcrale de la Chartreuse d'Auray voisine.

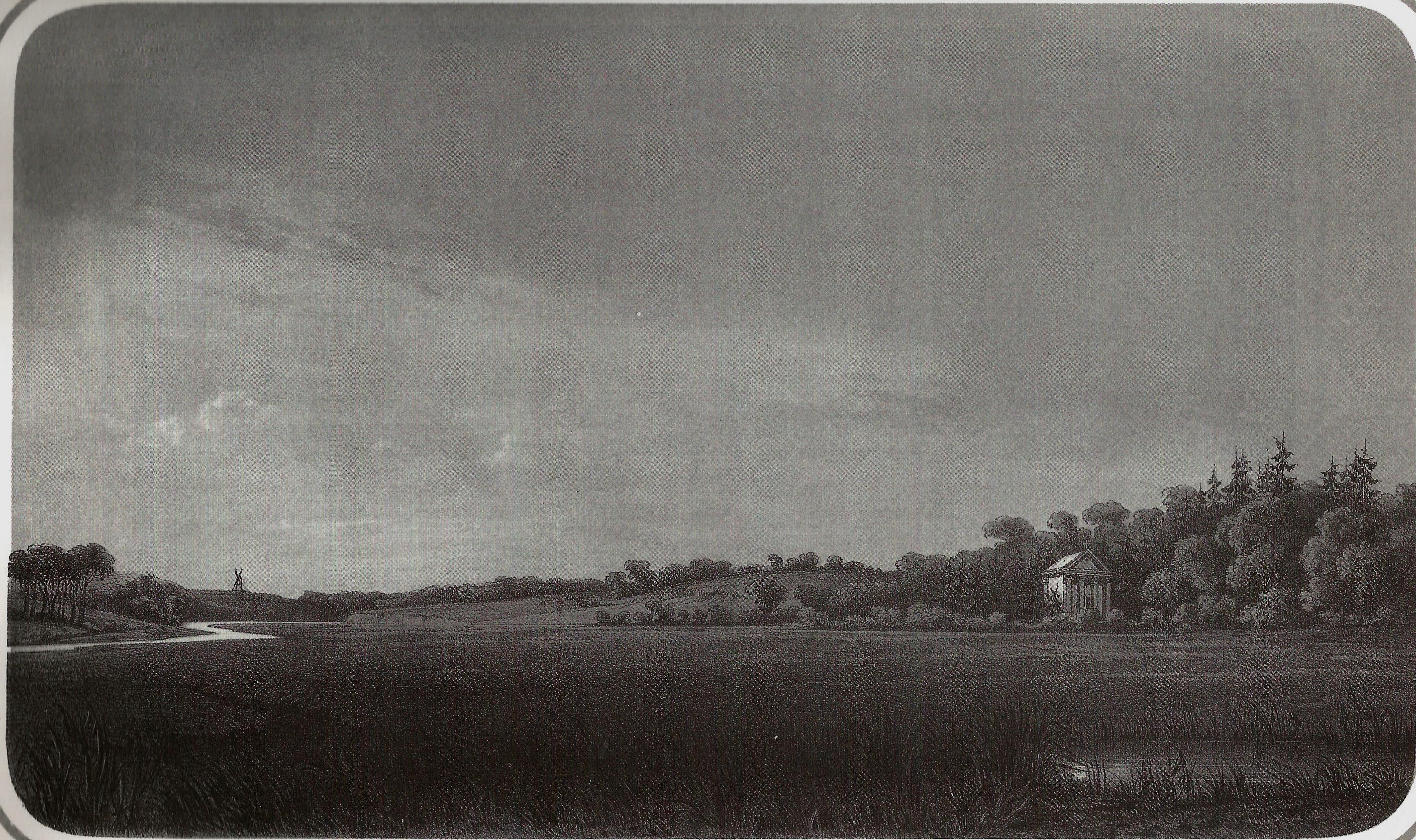
Champ des martyrs d'Auray, dessin de Thomas Drake et lithographie d'Henri Daniaud, 1860.
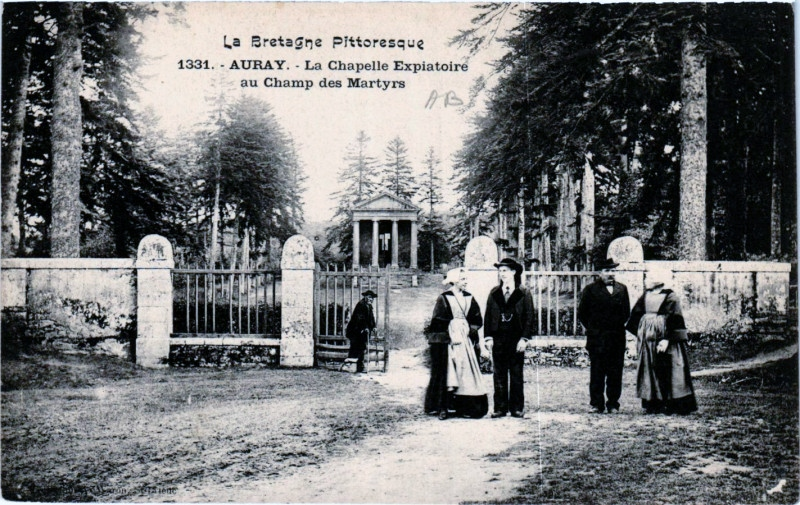
La chapelle expiatoire vers 1930 (carte postale).
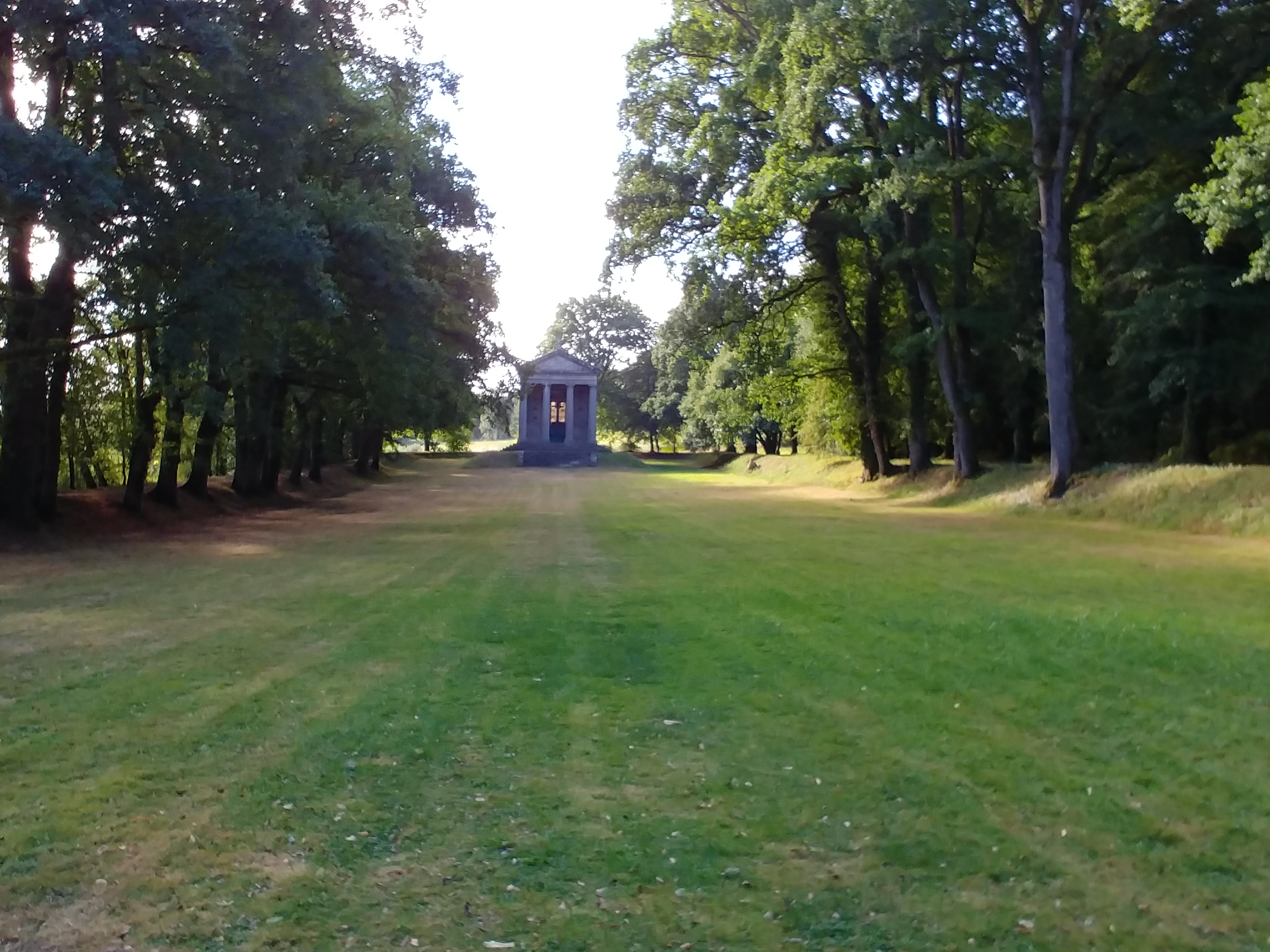
La chapelle expiatoire en 2018 : vue générale du site.
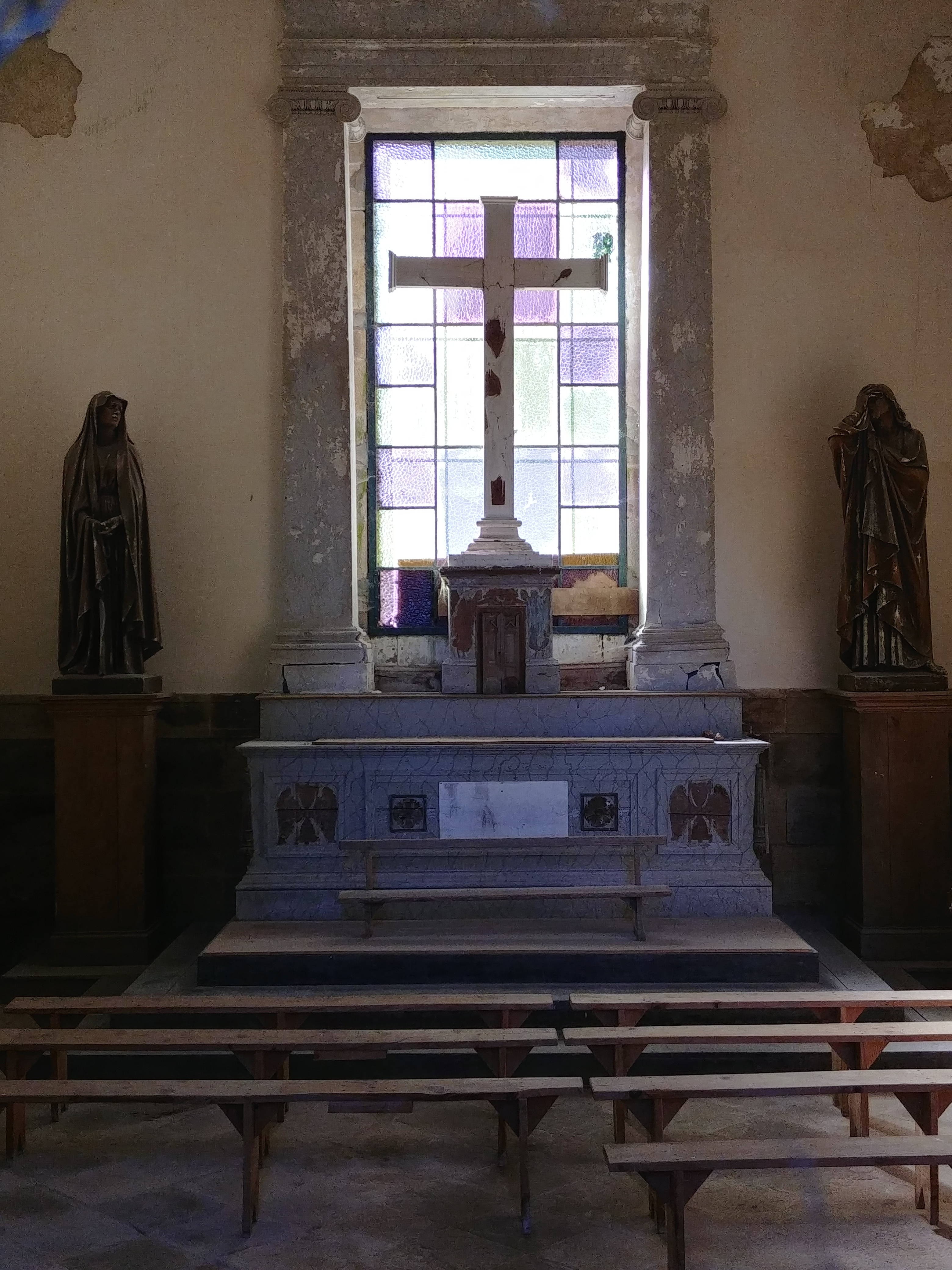
La chapelle expiatoire : vue intérieure.

La chapelle expiatoire du Champ-des-Martyrs avec son aménagement paysager fait l’objet d’un classement au titre des monuments historiques depuis le 30 décembre 1983.
Lors de sa visite officielle dans le Morbihan en mai 2015, le prince Louis de Bourbon se rend à Brec'h et y annonce le financement de la restauration de la chapelle par sa propre Maison.

## Histoire
« Le 27 juin 1795, sur les plages de Carnac, une flotte à la solde de l’Angleterre débarque 5400 émigrés venus rejoindre les Chouans de Bretagne. Leur objectif commun : restaurer la monarchie en France. Face à la réactivité et à l’organisation de l’armée républicaine, les « Blancs » se retranchent rapidement sur la presqu’île de Quiberon après avoir conquis Landévant et Auray. Pris au piège, émigrés et Chouans se déchirent, à l’image de leur commandement. Mais le courage de quelques chefs chouans ne suffit pas à sauver de la répression de nombreux royalistes. Sur les 6262 personnes arrêtées, 748 sont fusillées. Trois semaines auront suffi à l’armée du général Hoche pour réduire le dessein royaliste en cauchemar. L’Histoire lui a laissé le nom « d’Affaire de Quiberon ». Dès 1795, les lieux d’exécution des émigrés et des Chouans sont appelés « champs des martyrs ». 206 royalistes sont exécutés dans les marais de Kerzo, actuel champ des martyrs à Brech. Sur place, les corps sont à peine ensevelis, si bien que les ossements remontent rapidement à la surface. Grâce à une souscription, la construction d’une chapelle à la Chartreuse d'Auray est entamée dès 1823 en mémoire des victimes royalistes de Quiberon. »

## Architecture
La chapelle expiatoire est de style néo-classique.
Deux inscriptions y sont portées au-dessus de la porte de la chapelle funéraire : Hic Ceciderunt (Ici ils tombèrent) et au fronton de la chapelle, In Memoria Eterna Erunt Justi (Dans la mémoire éternelle, ils seront justes).